# Lovak fertőző kevésvérűsége
A lovak fertőző kevésvérűsége (Equine Infectious An(a)emia, EIA) az egypatások (ló, szamár, öszvér) fertőző betegsége. Retrovírus okozza, azon belül is egy lentivírus, ahogy az emberi AIDS-et is – ezért a sajtó időnként „ló-AIDS” névvel illeti. Elsősorban fertőzőtt vér, de nyál, és más testváladékok útján is terjedhet; jellemzően böglyök, pőcsikek, kullancsok csípése által; a hordozóban legfeljebb 4 órán keresztül marad életben. Fedeztetés, állatorvosi beavatkozások, pl. tömeges oltások során újrahasznosított fecskendők vagy a zabla is terjeszthetik, és a placentán át a kanca is megfertőzheti vele a csikót. A fertőzés veszélye a tünetekkel járó betegségnél a legnagyobb, amikor a vérben a vírusok szintje a legmagasabb.
A vírus Amerikában, Európa egyes részeiben, a Közel- és Távol-Keleten, Oroszországban, Dél-Afrikában endemikus. Magyarországon 1965 óta, hivatalosan 1996 óta nem, vagy csak szórványosan fordul elő, 2010 és 2015 között minden évben találtak pár fertőzött állatot. Az EIA bejelentési kötelezettség alá tartozó betegség, a bejelentés után a fertőző kevésvérűséggel fertőzött lovak állami kártalanítás mellett levágásra kerülnek. A szigorú magyarországi szabályozás a mozgó, más állományokkal érintkező lovak (sport- és versenylovak) évenkénti, az összes ló háromévenkénti szerológiai vizsgálatát írja elő. A kimutatás agargél-immundiffúziós próbával (Coggins-teszt) történik.
Bár Magyarország eddig vírusmentesnek számított, a szomszédos Romániában azonban a betegség endemikus, és a fertőzött állomány levágását nem hajtják végre következetesen; a romániai, veszélyeztetettebb területekre szervezett, egyre gyakoribb magánlovastúrák fokozzák a magyarországi előfordulás veszélyét. Emiatt az Európai Bizottság korlátozza a román lovak Unión belüli mozgását. Romániában 2009-ben több, mint 11 ezer állatot érintett a betegség.
Létezik egy kínai fejlesztésű, ott 1983 óta széles körben használt, gyengített kórokozókat tartalmazó vakcina, egy másik pedig fejlesztés alatt áll az USA-ban.

## Kórokozója
Kórokozója az Equine infectious anemia virus (EIAV), ami a retorovírusokon belül a Lentivírusok közé tartozik. A hogy más retrovírusoknál, ennél is számos változat fordul elő. Ez volt az első retrovírus, amelynél a vérszívó rovarok általi mechanikus terjedést bizonyították. Mivel a mocsarak ideálisak a vérszívó rovarok szaporodásához, azért mocsaras területen a betegség gyakoribb. Erre utal a betegség angol neve.
Az EIAV a monocitákat, illetve makrofágokat támadja, köztük a Kupffer-sejteket is, melyek által a genomba ágyazódott provírus testszerte elterjed. Habár a vírus antigénje erős immunreakciót okoz, a provírus megmarad a fertőzött sejtekben. Az antitestek antitest-antigén komplexet képeznek, ami hat a szérum komplemens rendszerre, így okozza a tüneteket: vérszegénység, a trombociták számának csökkenése, láz, glomuronephritis. A vérszegénység a hemolízis következménye, melynek oka a vörös vértestek gyors fagocitózisa, amiket a szervezet képtelen megfelelő mennyiségben pótolni.

## A betegség lefolyása
A lappangási idő kettő-hat hét. A fertőzött állatok életük végéig hordozzák a vírust, környezetükre állandó veszélyt jelentve. A betegség formái:
Akut: a betegség akut, hirtelen beálló formája magas lázzal, vérszegénységgel (a vörösvérsejtek pusztulása miatt), étvágytalansággal, levertséggel, szomjúsággal, pontszerű bevérzésekkel, fáradékonysággal, vizenyősséggel (az alhas és a lábak megduzzadásával), gyenge, szabálytalan pulzussal jár. Az állat hirtelen elhullásához is vezethet, de kettő-négy héten belül életét veszti.
Szubakut: a betegség lassabb lefolyású változata. A tünetek között az ismétlődő belázasodás, súlycsökkenés, rektális vizsgálat során észlelhető lépmegnagyobbodás, vérszegénység, a mellkas aljának, a hasfalnak, a pénisztasaknak, herezacskónak és a lábaknak a megduzzadása szerepelhet.
Krónikus: a ló fáradékony, munkára alkalmatlan. A mozgászavar lehet az egyetlen tünet.
Visszatérően belázasodhat vagy anémiás lehet, a betegség kifejlődése után évekkel később is átmehet a szubakut vagy akut formába. A visszaesések között úgy látszik, a ló meggyógyult, munkaképes. Ezek az időszakok évekig is eltarthatnak; azonban a beteg még ekkor is terjesztheti a vírust. Vemhes kancáknál okozhat abortuszt, de előfordulhat, hogy egészséges csikó születik.
Előfordulhat, hogy az állat nem mutat tüneteket, mégis a tesztek EIA-pozitívnak mutatják. Ilyenkor a tünetmentesség ellenére a ló továbbadhatja a betegséget. A kutatások szerint léteznek a fertőzésnek ellenállóbb fajták.
Nincsenek statisztikák az elhullási arányról.
Egyes nézetek szerint igen kevés ló pusztul el az EIA akut formájában, és túlzott reakció a fertőzött lovak leölése.
Egy brazíliai vadlovakkal foglalkozó kutatás szerint a Pantanal területén élő háziasított lovak kb. 30%-a, a vadlovak 5,5%-a EIA-val fertőzött, mégis képesek normál életet élni.

## Felismerése
A betegség diagnózisához megvizsgálják a vérszérumot; mozgászavar esetén a  liquor cerebrospinalist is. A tesztek a p26 vírusfehérje elleni antitesteket mutatják ki. A legmegbízhatóbb az agár-gél-immundiffúzióteszt (Coggins-teszt). Használható az ELISA is, de ennek eredményét Coggins-teszttel kell megerősíteni. A provírus DNS  PCR-teszttel, a vírus RNS-e RT-PCR-teszttel mutatható  ki.

## Védekezés
Kínában az 1980-as években kifejlesztettek egy legyengített élő vírusos védőoltást, amivel kontroll alá tudták vonni a betegséget. További oltások kísérleti stádiumban vannak. Európában nem engedélyezett semmi védőoltás; a védekezés kizárólag a beteg állatok leöléséből áll. Sok országba egypatájúak csak negatív teszttel vihetők be.
Németországban lehetőség van a beteg állatot kutatóintézeteknél elhelyezni. Az Amerikai Egyesült Államokban több karanténintézmény is van a betegek részére, de gyakran nem tudnak új lakót fogadni, így végül eutanáziára kerül sor. Az egyes államok között csak EIAV-negatív egypatájúak utaztathatók.

## Fordítás
Ez a szócikk részben vagy egészben  az   Ansteckende Blutarmut der Einhufer című német Wikipédia-szócikk fordításán alapul.  Az eredeti cikk szerkesztőit annak laptörténete sorolja fel. Ez a jelzés csupán a megfogalmazás eredetét és a szerzői jogokat jelzi, nem szolgál a cikkben szereplő információk forrásmegjelöléseként.